# Gonomyia (Leiponeura) hawaiiensis
Gonomyia (Leiponeura) hawaiiensis is een tweevleugelige uit de familie steltmuggen (Limoniidae). De soort komt voor in het Australaziatisch gebied.